# Daniel Kutermak
Daniel Kutermak est un footballeur français, né le 28 juillet 1959 à Cernay (Haut-Rhin), qui évolue au poste d'attaquant du milieu des années 1970 jusqu'au début des années 1990.